# Webpack
webpack es un paquete de módulos de JavaScript de código abierto. Está hecho principalmente para JavaScript, pero puede transformar activos de front-end como HTML, CSS e imágenes si se incluyen los loaders correspondientes. webpack toma módulos con dependencias y genera archivos estáticos que representan esos módulos.
Webpack toma las dependencias y genera un gráfico de dependencia que permite a los desarrolladores de la web utilizar un enfoque modular para sus propósitos de desarrollo de aplicaciones web. Se puede utilizar desde la línea de comandos, o se puede configurar utilizando un archivo de configuración que se llama webpack.config.js. Este archivo se utiliza para definir reglas, plugins, etc., para un proyecto. (webpack es altamente extensible a través de reglas que permiten a los desarrolladores escribir tareas personalizadas que quieren realizar cuando se agrupan los archivos).
Node.js es necesario para usar el webpack.
webpack proporciona el código a petición usando el código de división de apodos. El Comité Técnico 39 para ECMAScript está trabajando en la estandarización de una función que carga código adicional: "propuesta-dinámica-importación".

## webpack dev server
webpack también proporciona un servidor de desarrollo incorporado llamado webpack dev server que puede ser usado como un servidor HTTP para servir archivos mientras se desarrolla. También proporciona la capacidad de utilizar el reemplazo de módulos.